# 戦時民事特別法
戦時民事特別法（せんじみんじとくべつほう、昭和17年2月24日法律第63号）は、太平洋戦争下における民事関係処理に関する法律で、民事訴訟法（明治23年法律第29号）に対する特別法である。
1942年（昭和17年）2月24日公布・同年3月21日施行、1946年（昭和21年）1月15日廃止。
戦争発生による障碍を起因として民事上の期限が遵守困難な場合の期間延長（障碍解消から1週間後まで期間を延長できる）、公告の官報への一本化、民事裁判に関する規定（後述）を定めた。
民事裁判については以下の規定改正が加えられた。
- 裁判所の土地管轄規定の緩和によって受訴裁判所以外の裁判が可能となる。
- 特定の事件に関する二審制導入と当該訴訟とその他民事裁判の強制的分離（裁判所構成法戦時特例によって、控訴院を上告審とし、再抗告を禁止した）
- 攻撃防御の方法の提出期限を裁判所が限定出来る。
- 機密保持を名目とした書類の閲覧・謄写の制限。
- 葉書・電話による呼出手続の緩和。
- 証人・鑑定人への訊問を書面で代替可能とする。
- 戦争被害債務者に対する強制執行・破産宣告の猶予及び和解条件の緩和
- 全ての民事裁判における調停制度の導入（一般の民事紛争への調停の拡大）

同法は以後3回にわたって改正（1943年（昭和18年）10月31日公布・同11月15日施行、1945年（昭和20年）2月14日公布・同4月1日施行、1945年（昭和20年）6月20日公布・即日施行）が行われ、より裁判官の権限が強化された。
戦後に戦時民事特別法廃止法律（昭和20年法律46号、1945年〈昭和20年〉12月20日公布・1946年〈昭和21年〉1月15日施行）によって廃止された。ただし一部の規定は、戦時民事特別法廃止法律によりなお効力を有するとされている。